# Bimbila
Bimbila (auch Bimbilla) ist eine Stadt und Hauptort des Distrikts Nanumba North Municipal in der Region Nord in Ghana. Die Stadt liegt im Osten der Region nahe dem Oti Fluss.

## Geschichte
Als Gründer der Stadt gilt Naa Mnantambo, ein Sohn von Na Gbewa (auch Na Gbewaa), der einer der Gründer bzw. frühen Herrscher des Königtums Dagomba weiter nördlich war. Die Stadt wurde in der zweiten Hälfte des 14. Jahrhunderts gegründet, nachdem Naa Mnantambo von seinem Bruder Sitobu nach Süden entsandt oder vertrieben worden war.
Ende des 19. Jahrhunderts lag Bimbila im sog. Salaga-Gebiet (auch Neutrale Zone genannt), dass zwischen den Kolonialmächten Deutschland und Großbritannien umstritten war und um die Stadt Salaga zwischen der Mündung des Dakaflusses in den Weißen Volta und dem 10. Breitengrad nördlicher Breite lag. Das Gebiet wurde mit einem deutsch-britischen Abkommen vom 14. November 1898 aufgelöst, das in Kombination mit dem trinationalen Samoa-Vertrag 1899 ratifiziert wurde. Die neue Grenze verlief weitgehend entlang des Flusslaufs des Daka und teilte damit auch das ehemalige Königreich Dagomba. Bimbila war somit Teil der deutschen Kolonie Togo.
1896/97 erhoben sich die Dagoma gegen die deutschen Kolonialherren. Während des Feldzugs gegen den Norden von Togoland und im Vorwege der Schlacht von Adibo gegen die Dagomba-Armee wurde Bimbila am 29. November 1896 von deutschen Kolonialtruppen angegriffen und niedergebrannt.
Während der deutschen Kolonialzeit wurde Bimbila Hauptort des Nanumbalandes im Verwaltungsbezirk Kete-Kratschi. Der Ort war der Sitz eines Verwaltungspostens, der dem Bezirksleiter in Kete-Kratschi unterstellt war, weiterhin existierten eine Telegraphenhilfsstelle und eine Regenmessstation.
Im Ersten Weltkrieg wurde der Ort von den Briten besetzt, die es ab 1919 als Teil ihres Völkerbundmandates Britisch-Togoland verwalteten. 1958 entschied sich das Gebiet in einer Volksabstimmung für den Anschluss an das unabhängige Ghana. Der Ort hat heute 31.400 Einwohner. Die Norddeutsche Mission unterhält in der Stadt eine Ausbildungsstätte für Lehrkräfte.